# Elton Brown (Basketballspieler)
Elton Brown (* 15. September 1983 in Newport News, Virginia) ist ein ehemaliger US-amerikanischer Basketballspieler, der 2010 mit den Brose Baskets aus Bamberg Deutscher Meister wurde.

## Karriere
Der 2,06 m große und 113 kg schwere Brown, der zwischen 2001 und 2005 bei den Virginia Cavaliers an der University of Virginia ausgebildet wurde, begann seine Profikarriere in der Saison 2005/2006 beim griechischen Erstligisten Makedonikos Kozani. Dort fand sich der auf der Position des Centers eingesetzte Brown schnell ein und erreichte sowohl 13,3 Punkte als auch 10,5 Rebounds pro Partie, was zudem den Rebound-Bestwert der Liga bedeutete. Nach einem kurzen Aufenthalt in Spanien, wo er für Llanera Menorca allerdings nur ein Spiel bestritt, kehrte er in die USA zurück und war für eine Saison in der NBA D-League für die Colorado 14ers aktiv, um so NBA-Vereine auf sich aufmerksam zu machen. Durch gute Leistungen wurde er für das All-Star-Game der D-League 2007 berufen, in dem er 20 Punkte und 10 Rebounds erzielte. Anschließend war Brown während der Sommerpause 2007 in der Baloncesto Superior Nacional und in der NBA Summer League für die Denver Nuggets aktiv und unterschrieb im September 2007 einen Vertrag bei den Los Angeles Lakers, der jedoch vor Saisonbeginn im November wieder aufgelöst wurde. Zur Saison 2007/2008 kehrte Brown nach Europa zurück und war in Israel für Hapoel Holon tätig, wo er in Form der israelischen Meisterschaft seinen ersten europäischen Titel errang. Durch gute Leistungen bei Holon wurden andere Spitzenmannschaften auf ihn aufmerksam und so unterschrieb Brown einen Vertrag bei Maccabi Tel Aviv, von dem er allerdings bereits drei Wochen später wieder entlassen wurde und nur einmal zum Einsatz kam. Anfang Februar 2009 wechselte Brown dann zum deutschen Erstligisten Brose Baskets Bamberg, wo er durch gute Leistungen überzeugte und seinen Vertrag nach der Saison 2008/09 um ein Jahr verlängerte.
Zur Saison 2010/2011 kehrte er nach Israel zurück und unterschrieb einen Vertrag bei Elitzur Netanja. Nach einer Spielzeit in der Türkiye Basketbol Ligi 2011/12 für die Basketballmannschaft von Trabzonspor, die jedoch am Saisonende absteigen musste, spielte er in der Saison 2012/13 für KK Roter Stern aus Belgrad, dem gegen Serienmeister KK Partizan Belgrad der Gewinn des nationalen Pokalwettbewerbs gelang. In den Finalspielen ABA-Liga und der nationalen Meisterschaft musste man sich Partizan jedoch wieder geschlagen geben. Zu Beginn der Saison 2013/14 wechselte Brown nach Frankreich in die LNB Pro A zu Paris-Levallois Basket. Bis zum Ende seiner Zeit als Berufsbasketballspieler blieb er bis auf einen kurzen Abstecher nach Puerto Rico in Frankreich.

## Erfolge
- 2007: Teilnahme am D-League All Star Game
- 2008: Gewinn der israelischen Meisterschaft mit Hapoel Holon
- 2010: Deutscher Pokalsieger mit den Brose Baskets Bamberg
- 2010: Gewinn der deutschen Meisterschaft mit den Brose Baskets Bamberg
- 2013: Serbischer Pokalsieger mit KK Roter Stern